# Megateg bartholomai
Espèce
Megateg bartholomai est une espèce d'araignées aranéomorphes de la famille des Zoropsidae.

## Distribution
Cette espèce est endémique du Queensland en Australie. Elle se rencontre vers Mossman.

## Description
La carapace du mâle holotype mesure 4,20 mm de long sur 3,32 mm et l'abdomen 3,00 mm de long sur 2,56 mm. La carapace de la femelle paratype mesure 4,56 mm de long sur 3,72 mm et l'abdomen 5,56 mm de long sur 4,52 mm.

## Étymologie
Cette espèce est nommée en l'honneur d'Alan Bartholomai (1938-2015).

## Publication originale
- Raven & Stumkat, 2005 : Revisions of Australian ground-hunting spiders: II. Zoropsidae (Lycosoidea: Araneae). Memoirs of the Queensland Museum, vol. 50, p. 347-423 (texte intégral).